# Himatione
Himatione (apapanes) is een geslacht van zangvogels uit de vinkachtigen (Fringillidae).

## Soorten
Het geslacht kent twee soorten, waarvan één is uitgestorven:
- † Himatione fraithii – Laysanapapane
- Himatione sanguinea – Apapane